# TRAPPIST-1g

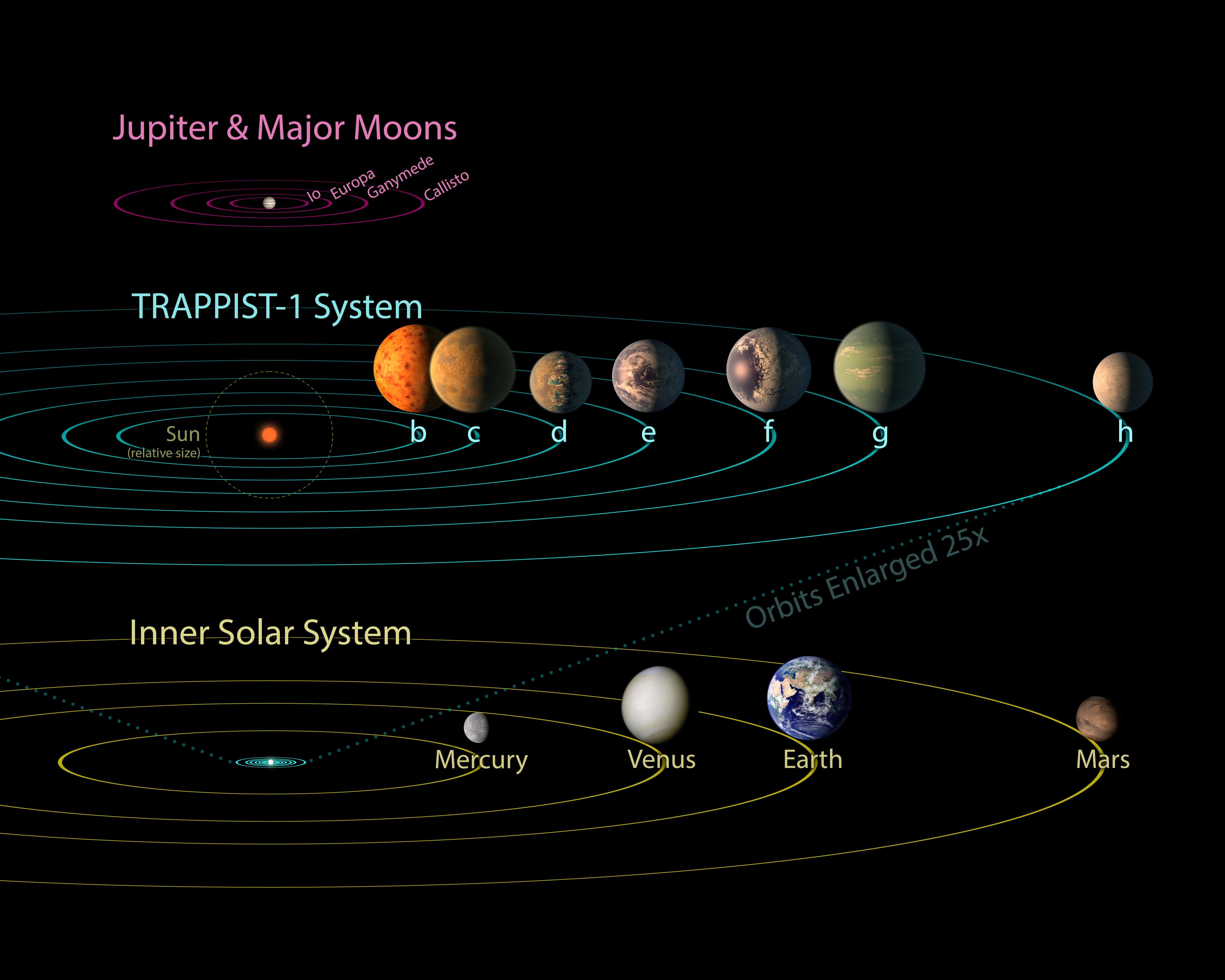
Порівняння розмірів зіркових систем TRAPPIST-1 та Сонячної системи (а також системи супутників Юпітера) за віддаленістю планет від власних зірок (чи Юпітера)

TRAPPIST-1g також позначається як 2MASS J23062928-0502285 g і K2-112 g — екзопланета, що обертається навколо надхолодної карликової зорі TRAPPIST-1, розташованої за 40,7 світлових років (12,5 парсек) від Землі у сузір'ї Водолія. Це одна з чотирьох нових екзопланет, відкритих на орбіті зірки у 2017 році за допомогою спостережень космічного телескопа «Спітцер». Екзопланета знаходиться в межах оптимістичної зони придатності для життя своєї зорі[7]. Її було знайдено за допомогою транзитного методу, в якому вимірюється ефект затемнення, який викликає планета, коли вона проходить перед своєю зіркою.
Друга найвіддаленіша відома планета в системі TRAPPIST-1g — планета дещо більша за Землю і має схожу густину, тобто, швидше за все, це кам'яниста планета.